# Kathryn Walker
Kathryn Walker (* 9. Januar 1943 in Philadelphia, Pennsylvania) ist eine US-amerikanische Schauspielerin.

## Leben
Walker erhielt nach ihrer Schulausbildung am Wells College in Aurora ein Musik und Schauspiel-Stipendium des Fulbright-Programms. 1971 trat sie erstmals Off-Broadway auf, ihr Broadway-Debüt hatte sie 1974 in der Komödie The Good Doctor von Neil Simon. Zudem hatte sie zwischen 1972 und 1976 zahlreiche Auftritte in Fernsehproduktionen, darunter die Seifenopern Another World und Search for Tomorrow, sowie dem mit dem Emmy ausgezeichneten Fernsehfilm The House Without a Christmas Tree mit Jason Robards in der Hauptrolle. 1976 wurde sie als beste weibliche Hauptdarstellerin in der Miniserie The Adams Chronicles mit dem Emmy ausgezeichnet. Ihr Spielfilmdebüt hatte sie bereits 1973 in Blade. Weitere Rollen spielte sie in Schlappschuss an der Seite von Paul Newman, als Ehefrau von John Belushi in Die verrückten Nachbarn sowie im Science-Fiction-Film D.A.R.Y.L. – Der Außergewöhnliche.
Ende der 1970er Jahre war sie die Lebensgefährtin von Douglas Kenny, der 1980 verstarb. Zwischen 1985 und 1995 war sie mit James Taylor verheiratet.

## Filmografie (Auswahl)
- 1977: Schlappschuss (Slap Shot)
- 1978: Wir fliegen auf dem Wind (The Winds of Kitty Hawk)
- 1979: Mandy’s Grandmother (Kurzfilm)
- 1979: Nicht von schlechten Eltern (Rich Kids)
- 1981: Die verrückten Nachbarn (Neighbors)
- 1981: Der Fremde und der Wal (A Whale for the Killing)
- 1985: D.A.R.Y.L. – Der Außergewöhnliche (D.A.R.Y.L.)
- 1986: Mrs. Delafield will heiraten (Mrs. Delafield Wants to Marry)
- 1988: Der Fall Mary Phagan (The Murder of Mary Phagan)
- 1993: Emma and Elvis
- 2000: Susan (Suddenly Susan)

## Broadway (Auswahl)
- 1974: The Good Doctor
- 1977: A Touch of the Poet
- 1983: Private Lives
- 1986: Wild Honey

## Auszeichnungen
- 1976: Emmy für The Adams Chronicles